# Radja Nainggolan
Radja Nainggolan (Anversa, 4 maggio 1988) è un calciatore belga, centrocampista del Lokeren-Temse.

## Biografia
È nato da madre belga, cattolica di etnia fiamminga, e padre indonesiano protestante di etnia batak, un'etnia dell'isola di Sumatra.
Quando Radja era ancora un bambino, il padre abbandonò la famiglia lasciandola in condizioni precarie. Fu cresciuto dalla madre, alla quale era molto legato, che morì nel 2010. Parla quattro lingue: olandese, francese, inglese e italiano.
Si è sposato il 3 maggio 2011 con Claudia Lai, da cui ha avuto due figlie. Nel giugno del 2013 visita per la prima volta l'Indonesia, venendo ricevuto dal ministro per le politiche giovanili e lo sport. Ha una sorella gemella, Riana, attiva dapprima nel calcio femminile e poi nel calcio a 5. 

## Caratteristiche tecniche
È un centrale di centrocampo molto dinamico, grintoso e duttile, spesso schierato come mezzala o come mediano davanti alla difesa. Dotato di corsa e forza fisica, le sue caratteristiche da incontrista e la sua propensione al sacrificio lo portano spesso a pressare gli avversari alla ricerca del recupero del pallone; eccelle nei contrasti e, in particolar modo, nelle scivolate, gesto divenuto il più noto del suo bagaglio tecnico.
Abile negli inserimenti offensivi e dotato di discreta tecnica, buona visione di gioco, fiuto del gol e un potente tiro dalla distanza, è stato spesso anche impiegato come regista oppure in un ruolo più avanzato, come trequartista dietro le punte, in particolare nelle esperienze alla Roma e all'Inter. Nel corso della sua militanza nel Cagliari è stato soprannominato Ninja, soprannome poi rimastogli affibbiato per il resto della carriera, per il suo stile di gioco e per i suoi tratti somatici asiatici.

## Carriera

### Club

#### Piacenza
Cresce calcisticamente nelle giovanili del Tubantia Borgerout, società in cui comincia a giocare, insieme alla sorella, all'età di 5 anni. A dodici anni si trasferisce poi al vivaio del Germinal Beerschot dove rimane fino al 2005 quando, notato dal procuratore Alessandro Beltrami, passa al Piacenza, in quella stagione militante nella Serie B italiana. Proprio a Piacenza inizia la sua carriera professionistica, debuttando in prima squadra nel campionato 2005-2006, precisamente il 28 maggio 2006 in Piacenza-Arezzo (2-3). Rimane nelle giovanili della squadra emiliana anche nel campionato successivo, marcando una sola presenza nella stagione 2006-2007, prima di essere inserito stabilmente in prima squadra nel campionato seguente, in cui gioca 10 gare.
La stagione 2008-2009 vede Nainggolan diventare titolare della formazione piacentina, giocando 38 gare su 42 e siglando tre reti. A fine anno gli emiliani ottengono la salvezza. Titolare anche nella stagione seguente, con il club biancorosso totalizza 71 presenze e 4 reti in quattro stagioni e mezzo.

#### Cagliari
Il 27 gennaio 2010 passa al Cagliari in prestito con diritto di riscatto (in cambio, i sardi mandano a Piacenza Mikhail Sivakov), ed esordisce in Serie A il 7 febbraio 2010 in Inter-Cagliari 3-0. Dopo aver totalizzato sette presenze con i rossoblù, pur senza convincere (facendosi espellere dopo pochi minuti dall'ingresso in campo il 28 febbraio contro il Chievo), il 21 giugno 2010 il Cagliari annuncia l'acquisto della metà del suo cartellino. Nella prima parte della stagione 2010-2011 gioca da titolare per scelta dell'allenatore Pierpaolo Bisoli e a causa dell'assenza di Daniele Conti, disputando contro Palermo e Roma delle prestazioni positive che ne confermano il ruolo da titolare anche quando a Bisoli subentra Roberto Donadoni. Il 31 ottobre 2010, alla nona giornata di campionato, sigla il suo primo gol in Serie A contro il Bologna con un destro al volo con cui firma il 2-0 finale. Il 31 gennaio 2011, al termine della sessione invernale di calciomercato, il Cagliari riscatta la seconda metà del suo cartellino.
Le stagioni seguenti vedono confermare il buon rendimento del centrocampista belga, che risulta essere il giocatore che ha compiuto più contrasti vincenti nei massimi campionati europei tra le annate 2010-2011 e 2012-2013, con un totale di 298 tackle vinti. Le ottime prestazioni offerte in maglia rossoblù lo hanno reso particolarmente popolare tra i tifosi del Cagliari, che lo hanno inserito in un'ideale Top 11 comprendente i migliori giocatori della storia del club sardo.

#### Roma

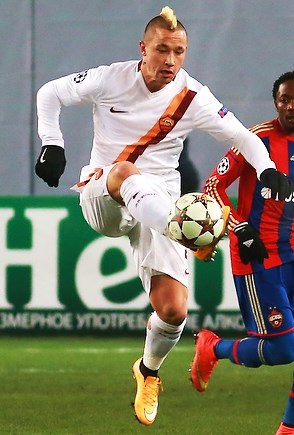
Nainggolan con la maglia della Roma nel 2014

Il 7 gennaio 2014 passa in prestito alla Roma per 3 milioni di euro, con opzione di riscatto della metà del cartellino da parte della società giallorossa fissato a 6 milioni.
Due giorni dopo esordisce con la maglia giallorossa giocando titolare nella partita di Coppa Italia contro la Sampdoria, vinta per 1-0. L'esordio in campionato avviene il 12 gennaio contro il Genoa (4-0). Il 22 febbraio 2014 nella trasferta a Bologna realizza la sua prima rete con la maglia della Roma (1-0). Il 19 aprile segna il suo secondo gol in maglia giallorossa, rete decisiva per la vittoria per 1-0 contro la Fiorentina con la quale la Roma si assicura l'ingresso alla successiva Champions League. A fine stagione la Roma esercita il diritto di riscatto sulla metà del cartellino.
Il 17 settembre 2014 debutta in Champions League durante il match giocato contro i russi del CSKA Mosca, partita terminata 5-1 per i capitolini. Nella stagione 2014-2015 si dimostra sin dall'inizio tra i più in forma della squadra, diventando una pedina fondamentale per la formazione di Rudi Garcia, e rivelandosi uno dei migliori giocatori del girone di andata della Serie A. Il 24 giugno 2015, dopo una trattativa durata mesi, viene ufficializzato il riscatto da parte dei giallorossi dell'altra metà del cartellino per 9 milioni di euro.
Nella stagione 2015-2016 è coinvolto anche lui nei problemi della squadra, ma dopo l'esonero di Garcia nel gennaio 2016 (alla 19ª giornata) e l'arrivo di Luciano Spalletti svolta la stagione della Roma e con essa quella del belga che, dopo essere stato spostato nel ruolo di trequartista nel 4-2-3-1 dell'allenatore toscano con cui va a segno nelle prime 2 gare casalinghe della sua gestione contro Verona (1-1) e Frosinone (vinta 3-1 dai giallorossi). Termina la stagione con 6 goal all'attivo (ne aveva segnati 0 nel girone d'andata) contribuendo al raggiungimento del terzo posto della squadra. Tra queste reti vanno segnalate quelle contro Inter (1-1) e Napoli (1-0), entrambe determinanti per far sì che i giallorossi arrivassero al terzo posto.
Il 3 novembre 2016 segna il primo gol in carriera nelle coppe europee, il quarto giallorosso nella vittoria per 4-2 in trasferta contro l'Austria Vienna, match valido per la fase a gironi dell'Europa League 2016-2017. Il 4 dicembre 2016 chiude il derby di Roma contro la Lazio segnando il gol del 2-0 con un tiro da oltre 25 metri. Il 19 gennaio 2017 segna la sua prima doppietta in maglia giallorossa (e in carriera) nella gara valida per gli ottavi di Coppa Italia contro la Sampdoria vinta 4-0. Tra il 7 e il 26 febbraio realizza cinque gol in quattro partite di fila in campionato (tutte vinte) rispettivamente contro Fiorentina, Crotone, Torino e Inter (contro cui segna la sua prima doppietta in Serie A) raggiungendo i 12 gol stagionali, record in carriera. Termina la stagione con 53 presenze e 14 gol complessivi (di cui 11 in campionato).
L'anno successivo invece, con Eusebio Di Francesco in panchina, torna a giocare da mezzala nel suo 4-3-3. Durante la stagione non rende come in quella passata, e in gennaio viene pure escluso prima della gara contro l'Atalanta per motivi disciplinari. A fine anno, tra campionato e coppe, realizza complessivamente 42 gare e 6 reti, di cui 4 in campionato (tra queste va segnalata una nel derby vinto 2-1 contro la Lazio) mentre in Champions League realizza due gol (che rappresentano anche le sue prime reti in tale competizione) nella vittoria per 4-2 contro il Liverpool in semifinale, che tuttavia non permette ai giallorossi di passare il turno.

#### Inter
Il 26 giugno 2018 viene ingaggiato dall'Inter a titolo definitivo, a fronte di un corrispettivo fisso di 38 milioni di euro; nell'ambito dell'operazione Davide Santon e Nicolò Zaniolo si trasferiscono in giallorosso. Il giocatore belga firma un contratto quadriennale valido a partire dal 1º luglio successivo, scegliendo di indossare la maglia numero 14. All'Inter ritrova Luciano Spalletti, già suo allenatore ai tempi della Roma.
Sigla il suo primo gol in nerazzuro alla terza partita di campionato, nonché sua prima presenza, nella vittoria per 3-0 sul campo del Bologna. Il suo girone d'andata è molto travagliato in quanto è vittima di molteplici infortuni nel corso della stagione e il 23 dicembre 2018 viene escluso per motivi disciplinari in vista della sfida con il Napoli da giocare il giorno di Santo Stefano. Viene reintegrato in rosa il 29 dicembre seguente. Il 31 gennaio 2019 il suo errore sul dischetto, insieme a quello del compagno di squadra Lautaro Martínez, costa all'Inter l'eliminazione dalla Coppa Italia ai tiri di rigore, a opera della Lazio. Nel girone di ritorno si rende protagonista di prestazioni migliori rispetto al girone d'andata (nonostante avesse avuto ulteriori problemi fisici), e il 26 maggio 2019, all'ultima giornata di campionato, segna il gol decisivo nella vittoria per 2-1 contro l'Empoli che consente ai nerazzurri di qualificarsi alla successiva edizione di Champions League.

#### Prestito al Cagliari
All'inizio della stagione 2019-2020, con l'arrivo del nuovo allenatore Antonio Conte, il belga viene escluso dal club nerazzurro. Il 5 agosto 2019 viene quindi ceduto in prestito annuale al Cagliari, facendo così ritorno al club sardo dopo 5 anni. Il 20 ottobre ritorna al gol con la maglia rossoblù nel match casalingo contro la SPAL (2-0), siglando il provvisorio vantaggio del Cagliari con un destro al volo dai 30 metri sotto l'incrocio dei pali. Il 10 novembre, nella vittoria per 5-2 contro la Fiorentina, realizza un gol e fornisce 3 assist; in virtù delle ottime prestazioni offerte in avvio di stagione, a novembre viene premiato come migliore giocatore del mese di novembre dalla Lega Serie A. Il 16 luglio 2020, per via di una lesione al polpaccio della gamba destra riportata nel pareggio a reti inviolate contro il Lecce, è costretto a concludere anzitempo la sua stagione al Cagliari con un bottino di sei gol e sette assist in 29 presenze complessive tra campionato e Coppa Italia.

#### Ritorni all'Inter e al Cagliari
Il 13 ottobre fa ritorno all'Inter, dove tuttavia trova poco spazio e il 1º gennaio 2021 fa ritorno al Cagliari nuovamente con la formula del prestito. Esordisce per la terza volta in Sardegna il 6 gennaio 2021 nella sconfitta casalinga contro il Benevento (1-2), mentre il 7 marzo torna al gol con la maglia rossoblù segnando la rete del definitivo 2-2 nella partita esterna contro la Sampdoria. A fine prestito fa ritorno all'Inter, con cui risolve il proprio contratto il 10 agosto 2021.

#### Anversa

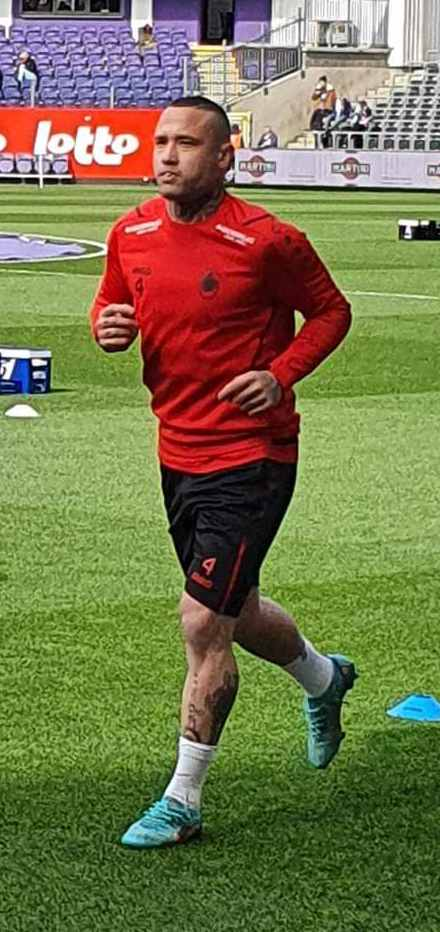
Nainggolan all' nel 2022.

Il 14 agosto 2021 fa ritorno in Belgio, firmando un biennale per l'Anversa, la squadra della sua città natale, seppur rivale del Beerschot (dove era cresciuto a livello calcistico). Una settimana dopo il suo arrivo gli viene ritirata la patente per guida in stato d'ebbrezza. Il 25 ottobre, segna il suo primo gol in occasione dell'incontro di Europa League contro l'Eintracht Francoforte, mentre il 5 dicembre decide con un gol il derby contro il Beerschot. Termina la stagione con 37 presenze totali e 3 gol, arrivando a disputare i play-off per il titolo, concludendo però al quarto e ultimo posto, che garantisce i preliminari di Conference League.
Incomincia la stagione successiva da titolare, andando a segno contro l'OH Lovanio alla terza giornata e fornendo un assist all'ottava contro il Cercle Bruges. Tuttavia, anche la seconda stagione ad Anversa è segnata da alcuni episodi extra-campo: il 12 ottobre 2022 viene arrestato per essersi messo alla guida con una patente non valida, in quanto non aveva sostenuto l'esame per il riottenimento della stessa dopo l'episodio dell'anno precedente; sei giorni dopo viene sospeso a tempo indeterminato dalla prima squadra per aver fumato una sigaretta elettronica in panchina durante il sopralluogo prima della partita contro lo Standard Liegi. Quindi, il 13 novembre seguente, il club belga decide di non reintegrare Nainggolan e comunica la volontà di collaborare al suo trasferimento in un altro club.

#### SPAL

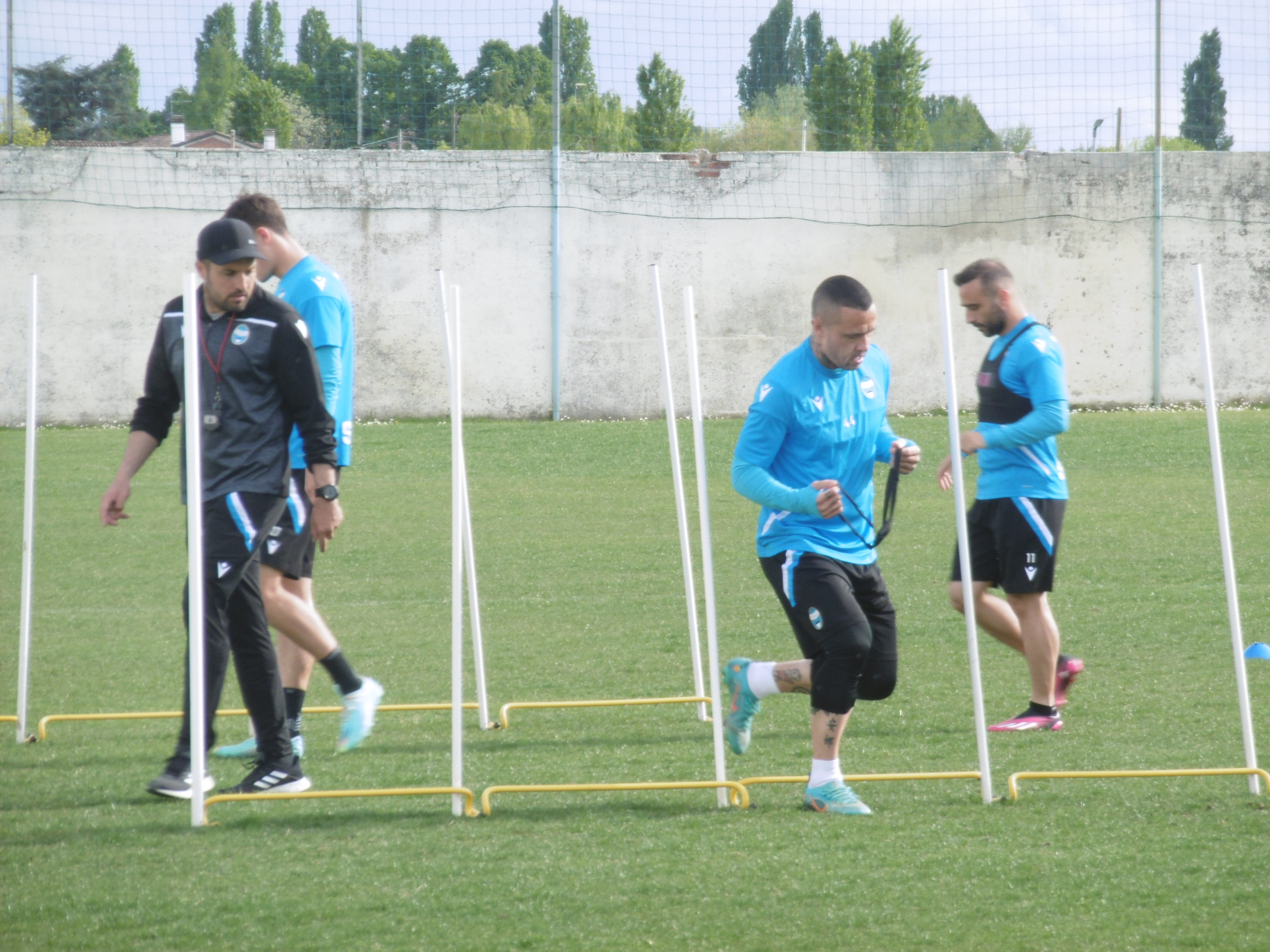
Nainggolan in allenamento con la SPAL nel 2023

Il 30 gennaio 2023 viene ingaggiato dalla SPAL, club di Serie B allenato da Daniele De Rossi, suo compagno di squadra ai tempi della Roma, con cui firma un contratto fino al termine della stagione, con un'opzione per un'ulteriore annata. Il successivo 4 febbraio, al debutto con la nuova maglia, subentra nel corso della sconfitta interna contro il Bari (3-4) fornendo un assist e andando a segno all'81'. Nel complesso gioca 10 partite di campionato con la squadra biancazzurra, che a fine stagione retrocede in Serie C. Terminato il contratto, resta svincolato.

#### Bhayangkara e Lokeren
Il 20 novembre 2023, Nainggolan si unisce da svincolato al Bhayangkara, squadra indonesiana militante nella BRI Liga 1, la massima divisione nazionale. Il successivo 17 dicembre sigla il proprio debutto con il club, in occasione di un successo casalingo contro il Persita Tangerang. Il 16 marzo 2024 segna il suo primo gol con gli indonesiani, negli sviluppi di un match casalingo perso contro il Dewa Utd. Termina la stagione collezionando 10 presenze, lasciando il club a fine stagione dato il mancato rinnovo del contratto.
Il 22 gennaio 2025 viene ingaggiato dal Lokeren-Temse, militante nella seconda divisione belga. Tre giorni dopo, al suo debutto in campionato contro il Lierse, si rivela subito decisivo, segnando la rete del definitivo 1-1 direttamente da calcio d'angolo.

### Calcio a 5
Nel gennaio 2025 viene ingaggiato dall'Hassania Mechelen, squadra della terza divisione belga del Futsal, con cui aveva giocato a gettone tra novembre e dicembre del 2024.

### Nazionale
Ha fatto parte della nazionale Under-21 del Belgio dal 2007 al 2010, con la quale ha disputato 13 gare e segnato un gol.
Esordisce in nazionale maggiore il 29 maggio 2009 nell'incontro contro il Cile valido per la Kirin Cup, terminato con il punteggio di 1-1. È stato richiamato nel novembre 2011, quando ha collezionato la seconda presenza in amichevole contro la Romania.
Nonostante le ottime prestazioni con la Roma non viene convocato per i Mondiali 2014. In precedenza (il 5 marzo dello stesso anno) aveva segnato la sua prima rete con la Nazionale nell'amichevole pareggiata per 2-2 contro la Costa d'Avorio.
Viene convocato per gli Europei 2016 in Francia, competizione in cui realizza due reti: la prima consente al Belgio di battere 1-0 la Svezia e di qualificarsi agli ottavi come seconda del girone; la seconda, nei quarti di finale contro il Galles, sblocca la gara, ma il Belgio verrà sconfitto 3-1 dai gallesi ed eliminato.
Nell'agosto 2017, dopo essere stato escluso dalle ultime convocazioni del commissario tecnico Roberto Martínez, considera la possibilità di lasciare la nazionale, salvo poi tornare sui suoi passi; nel mese di novembre torna a far parte della rosa belga. Il 27 marzo 2018 disputa la sua ultima partita con la maglia dei Diavoli Rossi in occasione della vittoria casalinga contro l'Arabia Saudita (4-0) poiché, dopo essere stato escluso dalla lista dei convocati per i Mondiali 2018 in Russia, annuncia ufficialmente il ritiro dalla nazionale.

## Statistiche

### Presenze e reti nei club
Statistiche aggiornate al 25 gennaio 2025.
| Stagione        | Squadra         | Campionato      | Campionato | Campionato | Coppe nazionali | Coppe nazionali | Coppe nazionali | Coppe continentali | Coppe continentali | Coppe continentali | Altre coppe | Altre coppe | Altre coppe | Totale | Totale |
| Stagione        | Squadra         | Comp            | Pres       | Reti       | Comp            | Pres            | Reti            | Comp               | Pres               | Reti               | Comp        | Pres        | Reti        | Pres   | Reti   |
| --------------- | --------------- | --------------- | ---------- | ---------- | --------------- | --------------- | --------------- | ------------------ | ------------------ | ------------------ | ----------- | ----------- | ----------- | ------ | ------ |
| 2005-2006       | Piacenza        | B               | 1          | 0          | CI              | 0               | 0               | -                  | -                  | -                  | -           | -           | -           | 1      | 0      |
| 2006-2007       | Piacenza        | B               | 1          | 0          | CI              | 0               | 0               | -                  | -                  | -                  | -           | -           | -           | 1      | 0      |
| 2007-2008       | Piacenza        | B               | 10         | 0          | CI              | 1               | 0               | -                  | -                  | -                  | -           | -           | -           | 11     | 0      |
| 2008-2009       | Piacenza        | B               | 38         | 3          | CI              | 1               | 0               | -                  | -                  | -                  | -           | -           | -           | 39     | 3      |
| 2009-gen. 2010  | Piacenza        | B               | 21         | 1          | CI              | 1               | 0               | -                  | -                  | -                  | -           | -           | -           | 22     | 1      |
| Totale Piacenza | Totale Piacenza | Totale Piacenza | 71         | 4          |                 | 3               | 0               |                    | -                  | -                  |             | -           | -           | 74     | 4      |
| gen.-giu. 2010  | Cagliari        | A               | 7          | 0          | CI              | 0               | 0               | -                  | -                  | -                  | -           | -           | -           | 7      | 0      |
| 2010-2011       | Cagliari        | A               | 36         | 2          | CI              | 2               | 0               | -                  | -                  | -                  | -           | -           | -           | 38     | 2      |
| 2011-2012       | Cagliari        | A               | 37         | 1          | CI              | 2               | 0               | -                  | -                  | -                  | -           | -           | -           | 39     | 1      |
| 2012-2013       | Cagliari        | A               | 34         | 2          | CI              | 1               | 0               | -                  | -                  | -                  | -           | -           | -           | 35     | 2      |
| 2013-gen. 2014  | Cagliari        | A               | 17         | 2          | CI              | 1               | 0               | -                  | -                  | -                  | -           | -           | -           | 18     | 2      |
| gen.-giu. 2014  | Roma            | A               | 17         | 2          | CI              | 3               | 0               | -                  | -                  | -                  | -           | -           | -           | 20     | 2      |
| 2014-2015       | Roma            | A               | 35         | 5          | CI              | 2               | 0               | UCL+UEL            | 6+3                | 0                  | -           | -           | -           | 46     | 5      |
| 2015-2016       | Roma            | A               | 35         | 6          | CI              | 0               | 0               | UCL                | 7                  | 0                  | -           | -           | -           | 42     | 6      |
| 2016-2017       | Roma            | A               | 37         | 11         | CI              | 4               | 2               | UCL+UEL            | 2+10               | 0+1                | -           | -           | -           | 53     | 14     |
| 2017-2018       | Roma            | A               | 31         | 4          | CI              | 0               | 0               | UCL                | 11                 | 2                  | -           | -           | -           | 42     | 6      |
| Totale Roma     | Totale Roma     | Totale Roma     | 155        | 28         |                 | 9               | 2               |                    | 39                 | 3                  |             | -           | -           | 203    | 33     |
| 2018-2019       | Inter           | A               | 29         | 6          | CI              | 1               | 0               | UCL+UEL            | 4+2                | 1+0                | -           | -           | -           | 36     | 7      |
| 2019-2020       | Cagliari        | A               | 26         | 6          | CI              | 3               | 0               | -                  | -                  | -                  | -           | -           | -           | 29     | 6      |
| 2020-gen. 2021  | Inter           | A               | 4          | 0          | CI              | 0               | 0               | UCL                | 1                  | 0                  | -           | -           | -           | 5      | 0      |
| Totale Inter    | Totale Inter    | Totale Inter    | 33         | 6          |                 | 1               | 0               |                    | 7                  | 1                  |             | -           | -           | 41     | 7      |
| gen.-giu. 2021  | Cagliari        | A               | 22         | 1          | CI              | 0               | 0               | -                  | -                  | -                  | -           | -           | -           | 22     | 1      |
| Totale Cagliari | Totale Cagliari | Totale Cagliari | 179        | 14         |                 | 9               | 0               |                    | -                  | -                  |             | -           | -           | 188    | 14     |
| 2021-2022       | Anversa         | D1              | 27+5       | 2+0        | CB              | 0               | 0               | UEL                | 5                  | 1                  | -           | -           | -           | 37     | 3      |
| 2022-gen. 2023  | Anversa         | D1              | 12         | 1          | CB              | 0               | 0               | UECL               | 6                  | 2                  | -           | -           | -           | 18     | 3      |
| Totale Anversa  | Totale Anversa  | Totale Anversa  | 39+5       | 3          |                 | 0               | 0               |                    | 11                 | 3                  |             | -           | -           | 55     | 6      |
| gen.-giu. 2023  | SPAL            | B               | 10         | 1          | CI              | -               | -               | -                  | -                  | -                  | -           | -           | -           | 10     | 1      |
| nov. 2023-2024  | Bhayangkara     | L1              | 10         | 1          | -               | -               | -               | -                  | -                  | -                  | -           | -           | -           | 10     | 1      |
| gen.-giu. 2025  | Lokeren-Temse   | D2              | 4          | 1          | CB              | -               | -               | -                  | -                  | -                  | -           | -           | -           | 4      | 1      |
| Totale carriera | Totale carriera | Totale carriera | 503        | 58         |                 | 22              | 2               |                    | 57                 | 7                  |             | -           | -           | 582    | 67     |

### Presenze e reti in nazionale
| Cronologia completa delle presenze e delle reti in nazionale ― Belgio | Cronologia completa delle presenze e delle reti in nazionale ― Belgio | Cronologia completa delle presenze e delle reti in nazionale ― Belgio | Cronologia completa delle presenze e delle reti in nazionale ― Belgio | Cronologia completa delle presenze e delle reti in nazionale ― Belgio | Cronologia completa delle presenze e delle reti in nazionale ― Belgio | Cronologia completa delle presenze e delle reti in nazionale ― Belgio | Cronologia completa delle presenze e delle reti in nazionale ― Belgio |
| Data                                                                  | Città                                                                 | In casa                                                               | Risultato                                                             | Ospiti                                                                | Competizione                                                          | Reti                                                                  | Note                                                                  |
| --------------------------------------------------------------------- | --------------------------------------------------------------------- | --------------------------------------------------------------------- | --------------------------------------------------------------------- | --------------------------------------------------------------------- | --------------------------------------------------------------------- | --------------------------------------------------------------------- | --------------------------------------------------------------------- |
| 29-5-2009                                                             | Chiba                                                                 | Belgio                                                                | 1 – 1                                                                 | Cile                                                                  | Kirin Cup                                                             | -                                                                     | 74’                                                                   |
| 11-11-2011                                                            | Liegi                                                                 | Belgio                                                                | 2 – 1                                                                 | Romania                                                               | Amichevole                                                            | -                                                                     | 79’                                                                   |
| 29-2-2012                                                             | Candia                                                                | Grecia                                                                | 1 – 1                                                                 | Belgio                                                                | Amichevole                                                            | -                                                                     | 82’                                                                   |
| 6-2-2013                                                              | Bruges                                                                | Belgio                                                                | 2 – 1                                                                 | Slovacchia                                                            | Amichevole                                                            | -                                                                     | 46’ 78’                                                               |
| 5-3-2014                                                              | Bruxelles                                                             | Belgio                                                                | 2 – 2                                                                 | Costa d'Avorio                                                        | Amichevole                                                            | 1                                                                     | 46’                                                                   |
| 4-9-2014                                                              | Liegi                                                                 | Belgio                                                                | 2 – 0                                                                 | Australia                                                             | Amichevole                                                            | -                                                                     | 63’                                                                   |
| 10-10-2014                                                            | Bruxelles                                                             | Belgio                                                                | 6 – 0                                                                 | Andorra                                                               | Qual. Euro 2016                                                       | -                                                                     |                                                                       |
| 13-10-2014                                                            | Zenica                                                                | Bosnia ed Erzegovina                                                  | 1 – 1                                                                 | Belgio                                                                | Qual. Euro 2016                                                       | 1                                                                     |                                                                       |
| 28-3-2015                                                             | Bruxelles                                                             | Belgio                                                                | 5 – 0                                                                 | Cipro                                                                 | Qual. Euro 2016                                                       | -                                                                     |                                                                       |
| 31-3-2015                                                             | Gerusalemme                                                           | Israele                                                               | 0 – 1                                                                 | Belgio                                                                | Qual. Euro 2016                                                       | -                                                                     | 86’                                                                   |
| 7-6-2015                                                              | Saint-Denis                                                           | Francia                                                               | 3 – 4                                                                 | Belgio                                                                | Amichevole                                                            | 1                                                                     |                                                                       |
| 12-6-2015                                                             | Cardiff                                                               | Galles                                                                | 1 – 0                                                                 | Belgio                                                                | Qual. Euro 2016                                                       | -                                                                     |                                                                       |
| 3-9-2015                                                              | Bruxelles                                                             | Belgio                                                                | 3 – 1                                                                 | Bosnia ed Erzegovina                                                  | Qual. Euro 2016                                                       | -                                                                     |                                                                       |
| 6-9-2015                                                              | Nicosia                                                               | Cipro                                                                 | 0 – 1                                                                 | Belgio                                                                | Qual. Euro 2016                                                       | -                                                                     |                                                                       |
| 10-10-2015                                                            | Andorra la Vella                                                      | Andorra                                                               | 1 – 4                                                                 | Belgio                                                                | Qual. Euro 2016                                                       | 1                                                                     |                                                                       |
| 13-10-2015                                                            | Bruxelles                                                             | Belgio                                                                | 3 – 1                                                                 | Israele                                                               | Qual. Euro 2016                                                       | -                                                                     |                                                                       |
| 13-11-2015                                                            | Bruxelles                                                             | Belgio                                                                | 3 – 1                                                                 | Italia                                                                | Amichevole                                                            | -                                                                     |                                                                       |
| 29-3-2016                                                             | Leiria                                                                | Portogallo                                                            | 2 – 1                                                                 | Belgio                                                                | Amichevole                                                            | -                                                                     |                                                                       |
| 5-6-2016                                                              | Bruxelles                                                             | Belgio                                                                | 3 – 2                                                                 | Norvegia                                                              | Amichevole                                                            | -                                                                     |                                                                       |
| 13-6-2016                                                             | Lione                                                                 | Belgio                                                                | 0 – 2                                                                 | Italia                                                                | Euro 2016 - 1º turno                                                  | -                                                                     | 62’                                                                   |
| 18-6-2016                                                             | Bordeaux                                                              | Belgio                                                                | 3 – 0                                                                 | Irlanda                                                               | Euro 2016 - 1º turno                                                  | -                                                                     | 57’                                                                   |
| 22-6-2016                                                             | Nizza                                                                 | Svezia                                                                | 0 – 1                                                                 | Belgio                                                                | Euro 2016 - 1º turno                                                  | 1                                                                     |                                                                       |
| 26-6-2016                                                             | Tolosa                                                                | Ungheria                                                              | 0 – 4                                                                 | Belgio                                                                | Euro 2016 - Ottavi di finale                                          | -                                                                     |                                                                       |
| 1-7-2016                                                              | Lilla                                                                 | Galles                                                                | 3 – 1                                                                 | Belgio                                                                | Euro 2016 - Quarti di finale                                          | 1                                                                     |                                                                       |
| 1-9-2016                                                              | Bruxelles                                                             | Belgio                                                                | 0 – 2                                                                 | Spagna                                                                | Amichevole                                                            | -                                                                     | 46’                                                                   |
| 6-9-2016                                                              | Nicosia                                                               | Cipro                                                                 | 0 – 3                                                                 | Belgio                                                                | Qual. Mondiali 2018                                                   | -                                                                     | 84’                                                                   |
| 25-3-2017                                                             | Bruxelles                                                             | Belgio                                                                | 1 – 1                                                                 | Grecia                                                                | Qual. Mondiali 2018                                                   | -                                                                     |                                                                       |
| 28-3-2017                                                             | Soči                                                                  | Russia                                                                | 3 – 3                                                                 | Belgio                                                                | Amichevole                                                            | -                                                                     |                                                                       |
| 5-6-2017                                                              | Bruxelles                                                             | Belgio                                                                | 2 – 1                                                                 | Rep. Ceca                                                             | Amichevole                                                            | -                                                                     | 46’                                                                   |
| 27-3-2018                                                             | Bruxelles                                                             | Belgio                                                                | 4 – 0                                                                 | Arabia Saudita                                                        | Amichevole                                                            | -                                                                     | 59’                                                                   |
| Totale                                                                |                                                                       | Presenze                                                              | 30                                                                    |                                                                       | Reti                                                                  | 6                                                                     |                                                                       |

## Riconoscimenti
- È inserito nella Top 11 Rossoblù - I più forti di sempre, la formazione votata dai tifosi comprendente i migliori calciatori nella storia del Cagliari.[133]

## Palmarès

### Individuale
- Gran Galà del calcio AIC: 4

Squadra dell'anno: 2015, 2016, 2017, 2018